# Fumay
Fumay – miejscowość i gmina we Francji, w regionie Grand Est, w departamencie Ardeny.
Według danych na rok 1990 gminę zamieszkiwały 5 363 osoby, a gęstość zaludnienia wynosiła 143 osób/km².

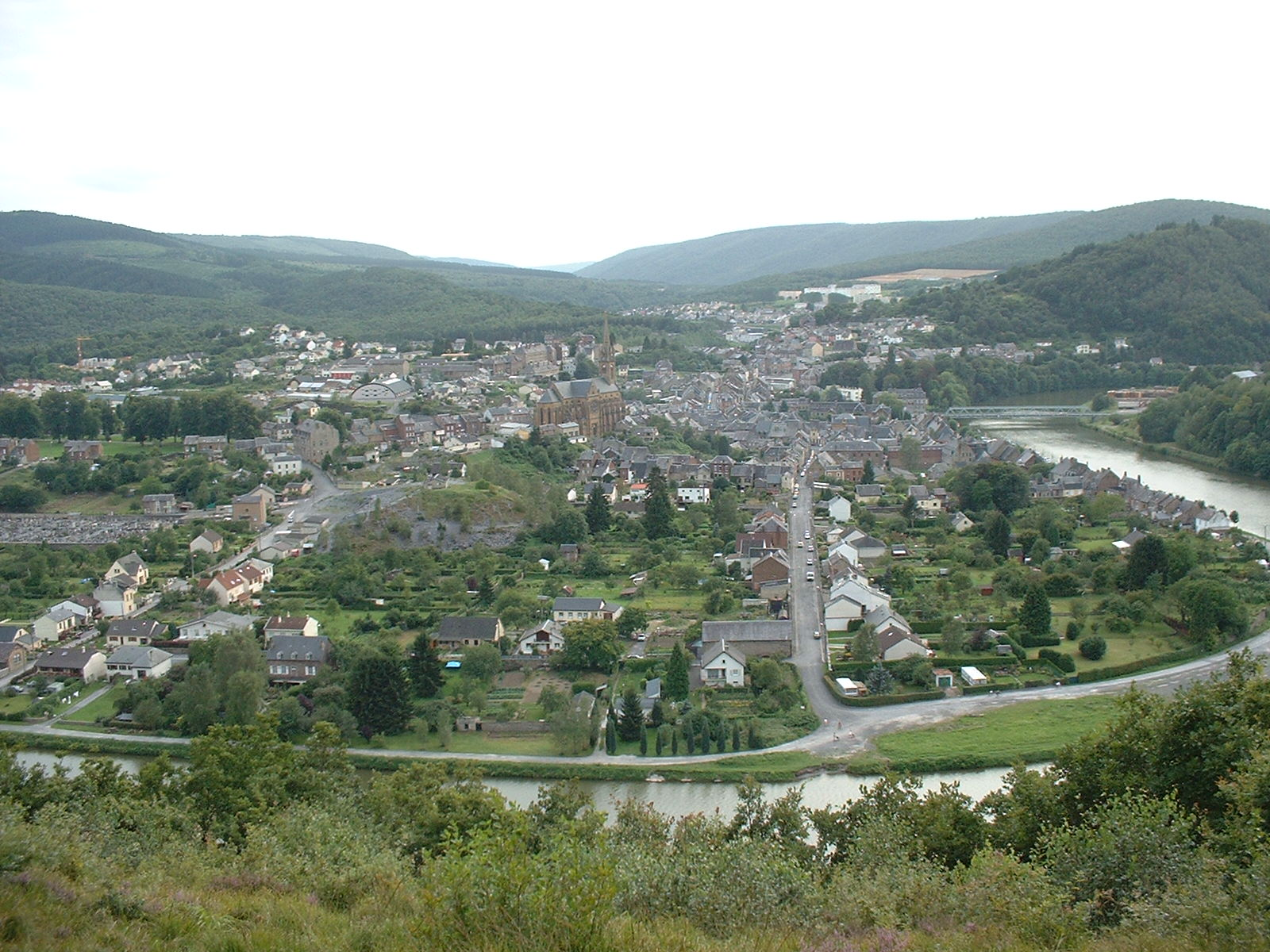
Panorama Fumay, 2005
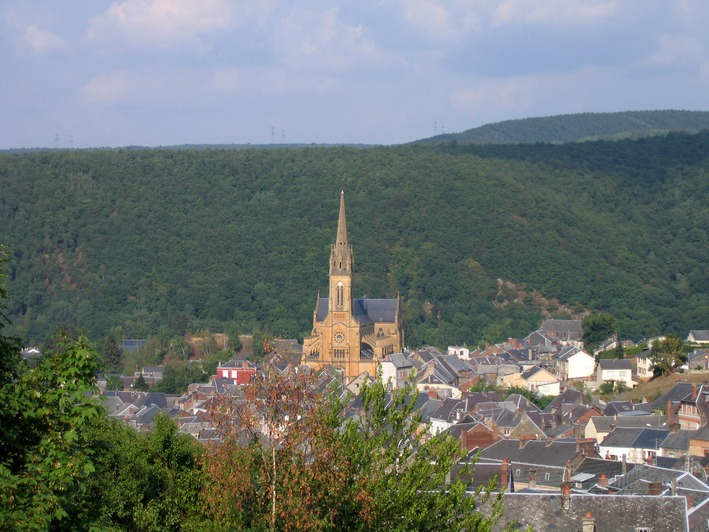
Fumay, 2006
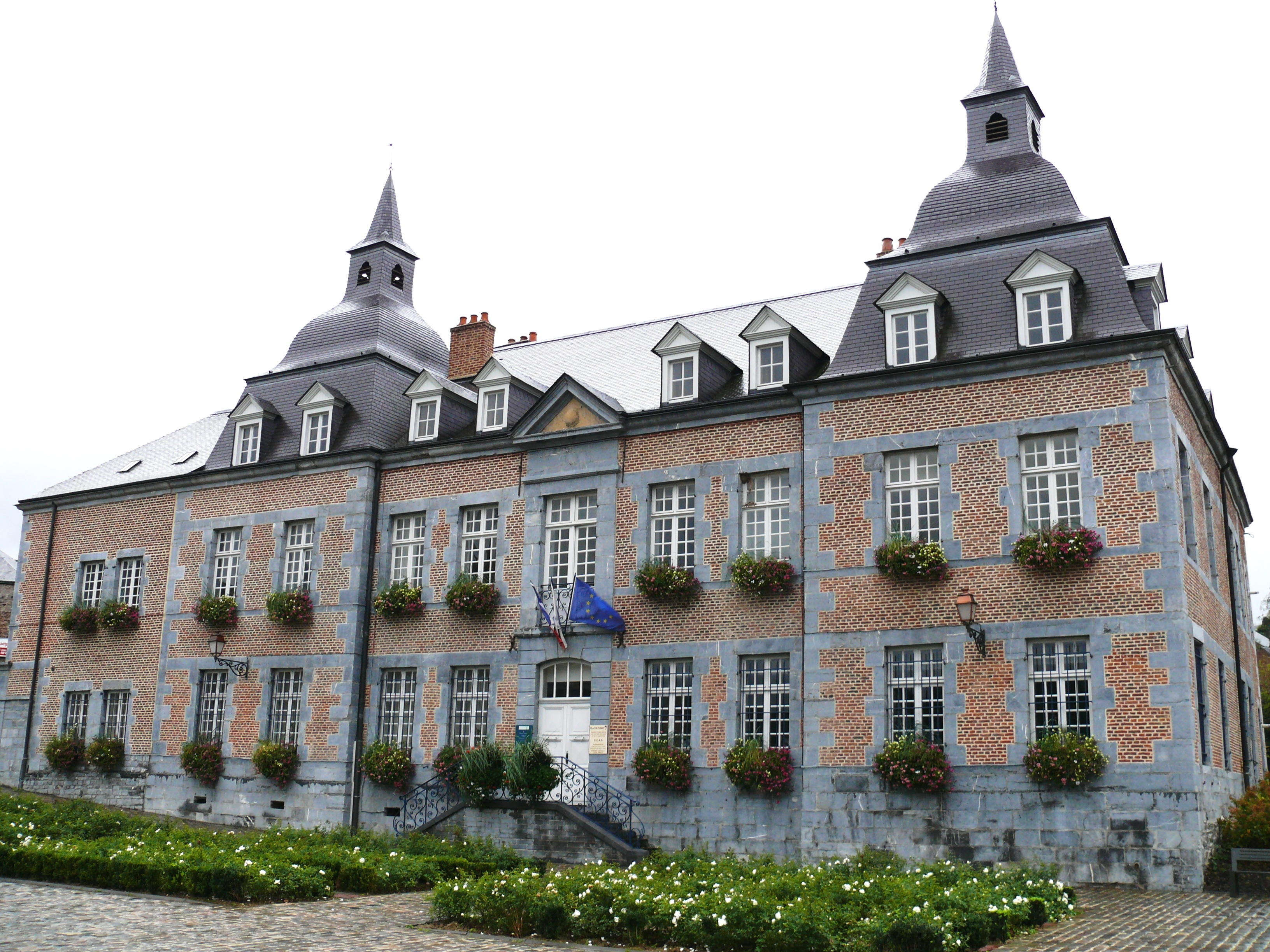
Zamek w Fumay, 2010